# 123456
『123456』（いちにさんしごろく）は、矢井田瞳の1枚目のミニ・アルバム。2013年9月18日にユニバーサルシグマから発売された。

## 概要
矢井田瞳初のミニ・アルバムである。
2013年7月28日に東京・SHIBUYA-AX、8月15日に大阪・なんばHatchで行われたライブ「矢井田瞳 夏の元気祭り 728・815」で発売が発表され、両公演終演後に会場で収録曲をワンコーラスずつ試聴できた。
本作のコンセプトは「ヒューマンエレクトロとバンドサウンドの融合」である。
ジャケット写真にはニキシー管にタイトルの「123456」を表示したものが使用されている。

## 収録曲
| 全作詞・作曲: 矢井田瞳、全編曲: 久保田光太郎。 |                    |           |            |              |      |
| #                                              | タイトル           | 作詞      | 作曲・編曲 | プロデュース | 時間 |
| 1.                                             | 「DON'T CRY」      | 矢井田瞳  | 矢井田瞳   | 久保田光太郎 | 3:48 |
| 2.                                             | 「地平線と君と僕」 | 矢井田瞳  | 矢井田瞳   | 久保田光太郎 | 4:06 |
| 3.                                             | 「Oasis」          | 矢井田瞳  | 矢井田瞳   | 久保田光太郎 | 5:19 |
| 4.                                             | 「YES or NO」      | 矢井田瞳  | 矢井田瞳   | 久保田光太郎 | 3:12 |
| 5.                                             | 「あまよの月」     | 矢井田瞳  | 矢井田瞳   | 久保田光太郎 | 5:15 |
| 6.                                             | 「GOOD OLD DAYZ」  | 矢井田瞳  | 矢井田瞳   | 久保田光太郎 | 5:02 |
| 合計時間:                                      | 合計時間:          | 合計時間: | 26:42      |              |      |

### タイアップ
- MBS「MUSIC EDGE +Osaka Style」エンディングテーマ（M-2）